# Jack Hobbs
Jack Hobbs (Portsmouth, 18 augustus 1988) is een Engels voormalig voetballer die doorgaans speelde als centrale verdediger. Tussen 2004 en 2020 was hij actief voor Lincoln City, Liverpool, Scunthorpe United, Leicester City, Hull City, Nottingham Forest en Bolton Wanderers.

## Clubcarrière
Hobbs speelde vanaf 1999 in de jeugdopleiding van Lincoln City, waar hij vijf jaar zou doorbrengen. In 2004 kreeg hij een studiebeurs aangeboden door de club, dat vanaf het seizoen 2004/05 in zou gaan. Op 15 januari 2005 mocht de verdediger drie minuten meespelen tegen Bristol Rovers (1–1) in de League Two. Door deze speelminuten werd hij met zestien jaar en honderdnegenenveertig dagen de jongste speler ooit van Lincoln in competitieverband. Op 18 augustus 2005 werd Hobbs gekocht door Liverpool, waar hij eerst op proef was geweest. Hij ondertekende een contract voor drie jaar. Op 2 december 2007 debuteerde de centrale verdediger in de Premier League, toen hij tegen Bolton Wanderers (4–0 winst) mocht invallen voor Jamie Carragher na eenenvijftig minuten. Op 24 januari 2008 werd Hobbs voor één seizoen op huurbasis gestald bij Scunthorpe United. Hier zou hij uiteindelijk in negen optredens en één doelpunt komen.
In het seizoen 2008/09 was er geen plaats voor Hobbs in het eerste elftal van Liverpool, omdat hij reserve was achter Sami Hyypiä, Daniel Agger, Jamie Carragher, Martin Kelly en Martin Škrtel. Op 26 juli 2008 werd hij dan ook een seizoen verhuurd aan Leicester City. Dat seizoen werd Leicester kampioen van de League One en Hobbs speelde vierenveertig wedstrijden. Aan het einde van de jaargang werd de verdediger uitgeroepen tot beste jonge speler van het seizoen. Een dag later werd hij definitief vastgelegd door de club, die hem een vierjarige verbintenis voorschotelde. Het seizoen erna speelde hij opnieuw vierenveertig competitieduels mee. Na dit seizoen kozen de fans hem tot speler van het jaar. Volgens de spelers was hij samen met de Welshe middenvelder Andy King de beste.
Na het huren van Jeffrey Bruma en de aankoop van Souleymane Bamba in de winterstop van het seizoen 2010/11 namen de kansen van Hobbs op speeltijd bij Leicester af en daardoor werd hij in februari 2011 verhuurd aan Hull City. Voor Hull City speelde hij in een half jaar dertien competitiewedstrijden. Aan het einde van het seizoen werd hij definitief overgenomen door Hull City, waar hij een driejarig contract ondertekende. Hij debuteerde tijdens de eerste wedstrijd van het seizoen, toen in het KC Stadium met 0–1 werd verloren van Blackpool. In deze wedstrijd droeg de centrumverdediger de aanvoerdersband namens Hull.
Op 16 juli 2013 werd Hobbs voor een seizoen verhuurd aan Nottingam Forest met een optie voor een tweejarig contract hierna. Op 24 januari 2014 werd hij teruggeroepen toen James Chester een blessure had opgelopen. Zeven dagen later werd hij definitief overgenomen door Nottingham, waar hij voor vierenhalf jaar tekende. Na deze vierenhalf jaar verliet hij Nottingham. Hierop tekende hij voor één seizoen bij Bolton Wanderers. Bij Bolton speelde Hobbs zesendertig competitiewedstrijden met daarin twee doelpunten. In de zomer van 2020 besloot Hobbs op eenendertigjarige leeftijd een punt te zetten achter zijn actieve loopbaan.

## Clubstatistieken
| Seizoen | Club              | Competitie     | Competitie | Competitie | Beker | Beker | Internationaal | Internationaal | Totaal | Totaal |
| Seizoen | Club              | Competitie     | Wed.       | Dlp.       | Wed.  | Dlp.  | Wed.           | Dlp.           | Wed.   | Dlp.   |
| ------- | ----------------- | -------------- | ---------- | ---------- | ----- | ----- | -------------- | -------------- | ------ | ------ |
| 2004/05 | Lincoln City      | League Two     | 1          | 0          | 0     | 0     | —              | —              | 1      | 0      |
| 2005/06 | Liverpool         | Premier League | 0          | 0          | 0     | 0     | 0              | 0              | 0      | 0      |
| 2006/07 | Liverpool         | Premier League | 0          | 0          | 0     | 0     | 0              | 0              | 0      | 0      |
| 2007/08 | Liverpool         | Premier League | 2          | 0          | 3     | 0     | 0              | 0              | 5      | 0      |
| 2007/08 | Scunthorpe United | Championship   | 9          | 1          | 0     | 0     | —              | —              | 9      | 1      |
| 2008/09 | Leicester City    | League One     | 44         | 1          | 5     | 0     | —              | —              | 49     | 1      |
| 2009/10 | Leicester City    | Championship   | 44         | 0          | 5     | 0     | —              | —              | 49     | 0      |
| 2010/11 | Leicester City    | Championship   | 26         | 0          | 4     | 0     | —              | —              | 30     | 0      |
| 2010/11 | Hull City         | Championship   | 13         | 0          | 0     | 0     | —              | —              | 13     | 0      |
| 2011/12 | Hull City         | Championship   | 40         | 1          | 3     | 0     | —              | —              | 43     | 1      |
| 2012/13 | Hull City         | Championship   | 22         | 0          | 0     | 0     | —              | —              | 22     | 0      |
| 2013/14 | Nottingham Forest | Championship   | 27         | 1          | 2     | 0     | —              | —              | 29     | 1      |
| 2014/15 | Nottingham Forest | Championship   | 17         | 0          | 2     | 0     | —              | —              | 19     | 0      |
| 2015/16 | Nottingham Forest | Championship   | 20         | 0          | 3     | 0     | —              | —              | 23     | 0      |
| 2016/17 | Nottingham Forest | Championship   | 9          | 0          | 1     | 0     | —              | —              | 10     | 0      |
| 2017/18 | Nottingham Forest | Championship   | 2          | 0          | 3     | 0     | —              | —              | 5      | 0      |
| 2018/19 | Bolton Wanderers  | Championship   | 25         | 1          | 2     | 0     | —              | —              | 27     | 1      |
| 2019/20 | Bolton Wanderers  | Championship   | 11         | 1          | 1     | 0     | —              | —              | 12     | 1      |
| Totaal  | Totaal            | Totaal         | 312        | 6          | 34    | 0     | 0              | 0              | 346    | 6      |

## Erelijst
| League One | 1 | 2008/09 |